# Jacopo d'Aquino
Jacopo d'Aquino (fl. XIII secolo) è stato un poeta italiano, vissuto nel XIII secolo appartenente alla scuola siciliana.

## Biografia
La sua biografia è alquanto incerta. Combatté con Manfredi di Sicilia a Benevento nel 1266.
Di lui rimane una sola canzone: Al cor m'è nato e prende uno disio.